# Überfall auf die Bank von Tiflis
Der Überfall auf die Bank von Tiflis war eine politisch motivierte Raubtat am 26. Juni 1907, die zu den wichtigsten Ereignissen in der Frühgeschichte der bolschewistischen Richtung der Sozialdemokratischen Partei Russlands zählt.
Die unter äußerst brutaler Gewaltanwendung durchgeführte Aktion kostete mehrere Menschenleben und erregte seinerzeit weltweites Aufsehen. Aus heutiger Sicht ist sie insbesondere bemerkenswert als die erste „politische Tat“ von weitreichenderer Bedeutung in der Karriere des jungen Josef Stalin, der damals allerdings noch den Namen Josef Wissarionowitsch Dschugaschwili führte und den Überfall organisierte und anführte.

## Ablauf des Überfalls

### Vorgeschichte

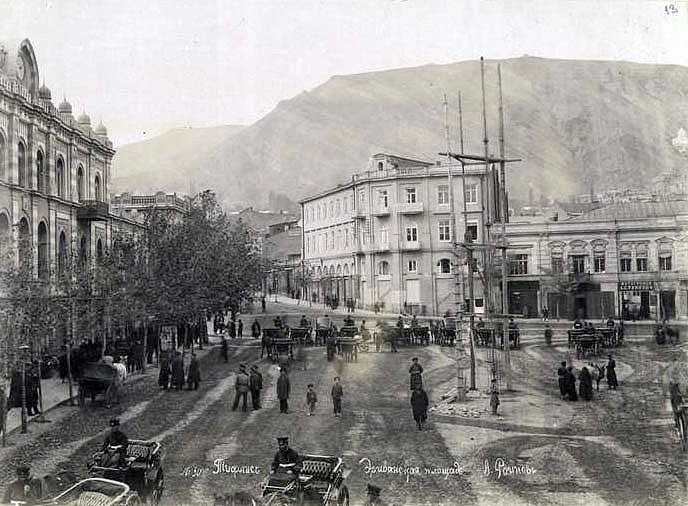
Der Ort des Überfalls, der Yerevanplatz, in den 1870er Jahren

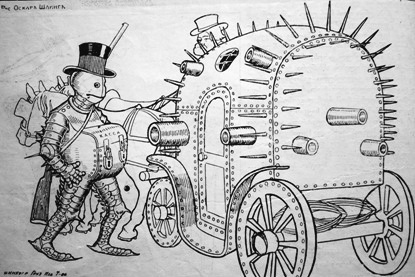
„Für Geldtransporte nötige Ausstattung“, Karikatur von Oscar Schmerling aus dem Jahre 1906

Seit den revolutionären Unruhen von 1905 kam es in Russland immer wieder zu spektakulären, rücksichtslos ausgeführten Banküberfällen revolutionärer Gruppen, die auch international Aufsehen erregten. So waren „die russischen Banküberfälle“ etwa in der deutschen Presse schon im Jahr vor dem Überfall von Tiflis ein Begriff.
Das Hauptmotiv der bolschewistischen Gruppe lag nach allgemeiner Überzeugung in der Geldbeschaffung zur Finanzierung ihres Kampfes gegen die zaristische Staatsordnung. Zusätzlich könnten terroristische Motive eine Rolle gespielt haben, insofern dass das durch die Brutalität und Effizienz der Überfälle ausgelöste starke öffentliche Echo billigend in Kauf genommen wurde. Bereits im April 1907 hatten sich Lenin, Stalin, Bogdanow, Krasin und Litwinow in Berlin getroffen, um gezielt eine Expropriation in Tiflis zu planen. Obwohl der 5. Parteikongress der SDAPR im Juni 1907 „Expropriationen“ offiziell untersagte, führten die Bolschewiki den Plan dennoch durch.
Der Georgier Josef Dschugaschwili, der später unter dem Kampfnamen Stalin bekannt wurde, war für die Planung und Durchführung der Aktion verantwortlich. Wann genau Stalin mit der Vorbereitung der Aktion begann, ist unklar, verschiedene Biografen wie Montefiore veranschlagen jedoch eine nicht näher bestimmte Vorlaufzeit von „mehreren Monaten“.
Jedenfalls dürfte die Vorbereitung des Überfalls bereits im Gange gewesen sein, als Dschugaschwili im Mai 1907 an einer Konferenz der russischen Sozialdemokratie in London teilnahm, bei der die menschewikische Mehrheitsfraktion der Partei eine Resolution verabschiedete, die Banküberfälle als Mittel des politischen Kampfes bzw. der Devisenbeschaffung verurteilte.

### Der 26. Juni 1907

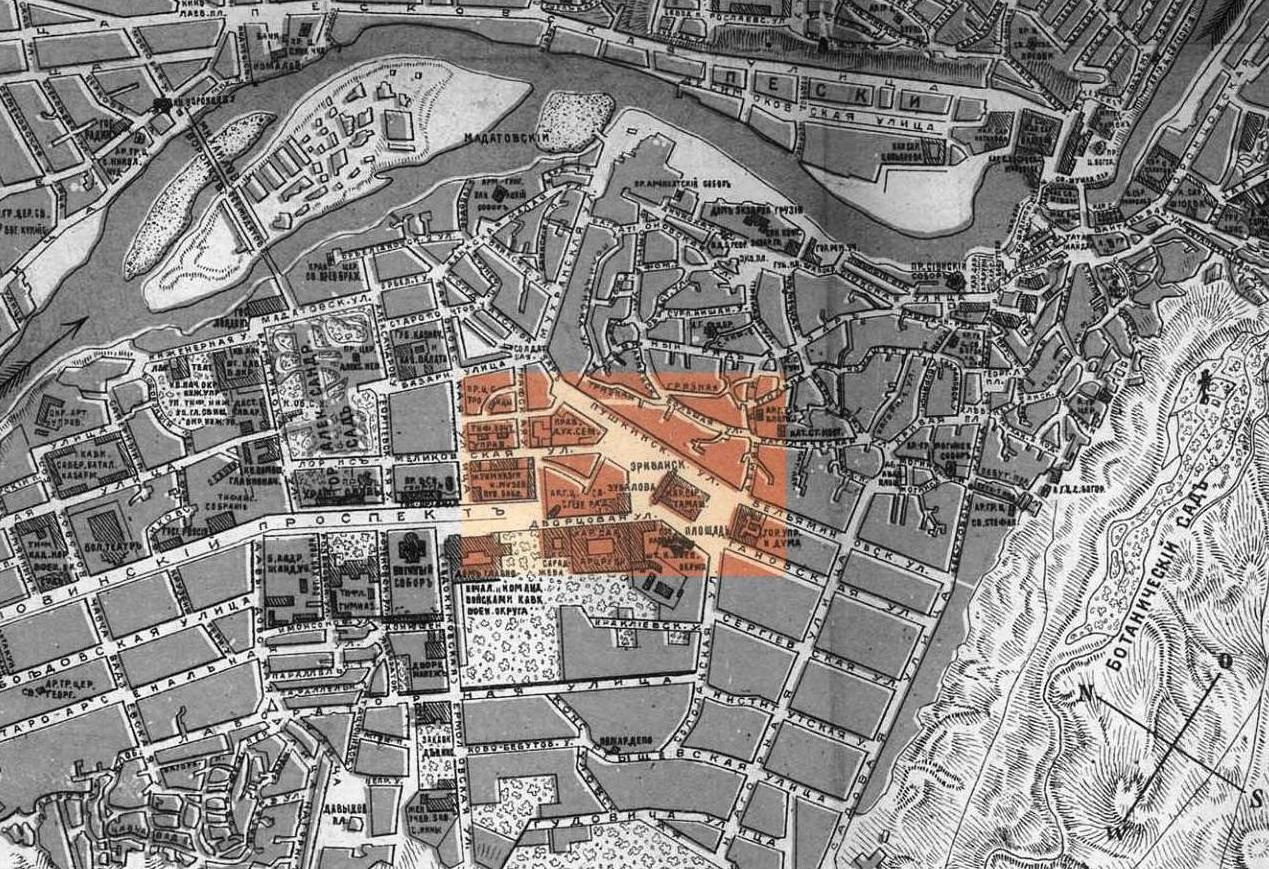
Stadtplan von Tiflis aus dem Jahre 1913, das Gebiet um den Yerevanplatz ist orange hervorgehoben.

Der Überfall fand schließlich nach seiner Rückkehr nach Georgien am 26. Juni 1907 statt. Am Morgen dieses Tages, gegen 10:30 Uhr, fingen Dschugaschwili und seine aus rund zwanzig Männern und Frauen bestehende Gruppe von Aktivisten einen aus zwei pferdebespannten Panzerwagen sowie einer kleinen Abteilung berittener Kosaken bestehenden Geldtransport der russischen Staatsbank ab, als dieser auf dem Vorplatz der Reichsbankfiliale von Tiflis am Yerevanplatz einfuhr. Während der erste Wagen die zu transportierenden Devisen – begleitet von zwei Bankbeamten und zwei Wächtern – enthielt, diente der zweite als Fuhrwerk für einen Begleittrupp aus Polizisten und Soldaten.
Der Angriff auf den kleinen Konvoi begann mit einem konzertierten Bewurf der Panzerwagen mit starken Granaten, bei dem große Teile des Begleitpersonals sowie ihre Pferde getötet oder verstümmelt wurden. Nahezu zeitgleich setzten Angriffe auf die in den umliegenden Straßen patrouillierenden Kosaken und Schutzmänner ein.
Die gesamte Aktion war trotz einer unerwarteten Komplikation – als ein vermeintlich totes Zugpferd aufgeschreckt mit dem Geldtransporter davongaloppierte – nach Aussage des georgischen Revolutionärs Kamo (1882–1922), einem der Hauptakteure des Ereignisses, in „knapp drei Minuten“ vorbei.
Nach offiziellen Angaben kamen fünf Menschen ums Leben. Simon Sebag Montefiore zufolge geht aus den Ochrana-Archiven hervor, dass insgesamt 50 Menschen verletzt und rund 40 getötet worden waren.

## Folgen
Die Täter entkamen mit einer Beute von rund 250.000 Rubel, was laut Montefiore in etwa der Apanage entsprach, die der russische Zar Nikolaus II. zu dieser Zeit jährlich bezog. Rund 91.000 Rubel davon waren in unmarkierten Scheinen verwendbar, der Rest in schwer austauschbaren 500-Rubel-Noten mit registrierten Seriennummern. Kamo schmuggelte das Geld bald darauf nach Finnland, wo er es Lenin zukommen ließ, der es größtenteils für die Finanzierung seiner weiteren Aktivitäten nutzte. Ein Versuch, die großen Banknoten europaweit einzutauschen, scheiterte 1908 spektakulär: Dutzende Aktivisten wurden in mehreren Ländern verhaftet, darunter auch Maxim Litwinow in Paris. Kamo reiste danach nach Berlin, wo er von der Polizei verhaftet und 1909 nach Russland ausgeliefert wurde.
Die Aktion, von der Lenin offiziell behauptete, nichts mit ihr zu tun gehabt zu haben, beschleunigte das weitere Auseinanderdriften der seit 1903 in zwei Flügel gespaltenen russischen Sozialdemokratie, was schließlich dazu führte, dass die beiden Flügel sich 1912 jeweils als neue Parteien selbständig machten. In der internationalen Presse fand die blutige Tat ein weitreichendes Echo, so unter anderem in den Ausgaben der Londoner Tageszeitung The Times vom 27. und 29. Juni.

### Archivalien
- Stanford, Paris Okhrana Archiv, Kiste 209, Ordner XXB. 1 und XXB. 2.

### Monographien und Aufsätze
- Thomas Parschik: Kamo, Bankräuber der Revolution in Das Blättchen, 20. Jg., Nr. 7 vom 27. März 2017
- Roy Stanley De Lon: Stalin and social democracy, 1905–1922. The political diaries of David A. Sagirashvili. University Microfilms, Ann Arbor MI 1074, (Washington, D. C., Diss., 1974).
- Simon Sebag Montefiore: Der junge Stalin. S. Fischer, Frankfurt am Main 2007, ISBN 978-3-10-050608-5.
- Edward Ellis Smith: The Young Stalin. The early years of an elusive revolutionary. Farrar – Straus – Giroux, New York NY 1967.